# Sphagnum brasiliense
Sphagnum brasiliense là một loài rêu trong họ Sphagnaceae. Loài này được Warnst. mô tả khoa học đầu tiên năm 1891.